# Фруэлунд, Катрин
Катрин Фруэлунд (дат. Katrine Fruelund; род. 12 июля 1978 года, Раннерс) — датская гандболистка, левый полусредний, двукратная олимпийская чемпионка (2000 и 2004), чемпионка мира (2002).

## Биография
Воспитанница школ клубов «Воруп» и «Раннерс». Карьеру профессионально начала в «Виборге», с которым с 1999 по 2005 годы выступала в чемпионате Дании и завоевала пять чемпионств. В 2005 году перебралась в Бундеслигу в немецкий «Лейпциг», откуда вернулась через год в «Раннерс». Летом 2012 года приостановила карьеру на время беременности, после рождения дочери (февраль 2013 года) вернулась в большой гандбол в июле 2013 года. В сборной сыграла 184 игры и забила 570 голов (дебют 24 октября 1997), выиграла дважды Олимпийские игры в 2000 и 2004 годах (в финале Олимпиады 2004 забила 15 голов) и чемпионат Европы 2002.

## Достижения

### Клубные
- Чемпионка Дании: 2000, 2001, 2002, 2004, 2012
- Обладательница Кубка Дании: 2003
- Чемпионка Германии: 2006
- Обладательница Кубка Германии: 2006
- Победительница Кубка Кубков: 2004, 2010
- Финалистка Лиги чемпионов: 2001

### В сборной
- Чемпионка Европы: 2002
- Вице-чемпионка Европы: 1998
- Олимпийская чемпионка: 2000 и 2004